# BMW M8 GTE
La BMW M8 GTE è un'autovettura da competizione Gran Turismo Endurance realizzata dalla BMW Motorsport per gareggiare nella categoria GTLM dell'IMSA WeatherTech SportsCar Championship e nella categoria GTE-Pro del Campionato del Mondo Endurance FIA a partire dal 2018, e ha segnato il ritorno della BMW alla 24 ore di Le Mans dopo 6 anni di assenza. È stata progettata dall'ingegnere capo di BMW Dominic Harlow. La M8 GTE, che ha rimpiazzato la BMW M6 GTLM, è basata sulla BMW M8.

## Debutto

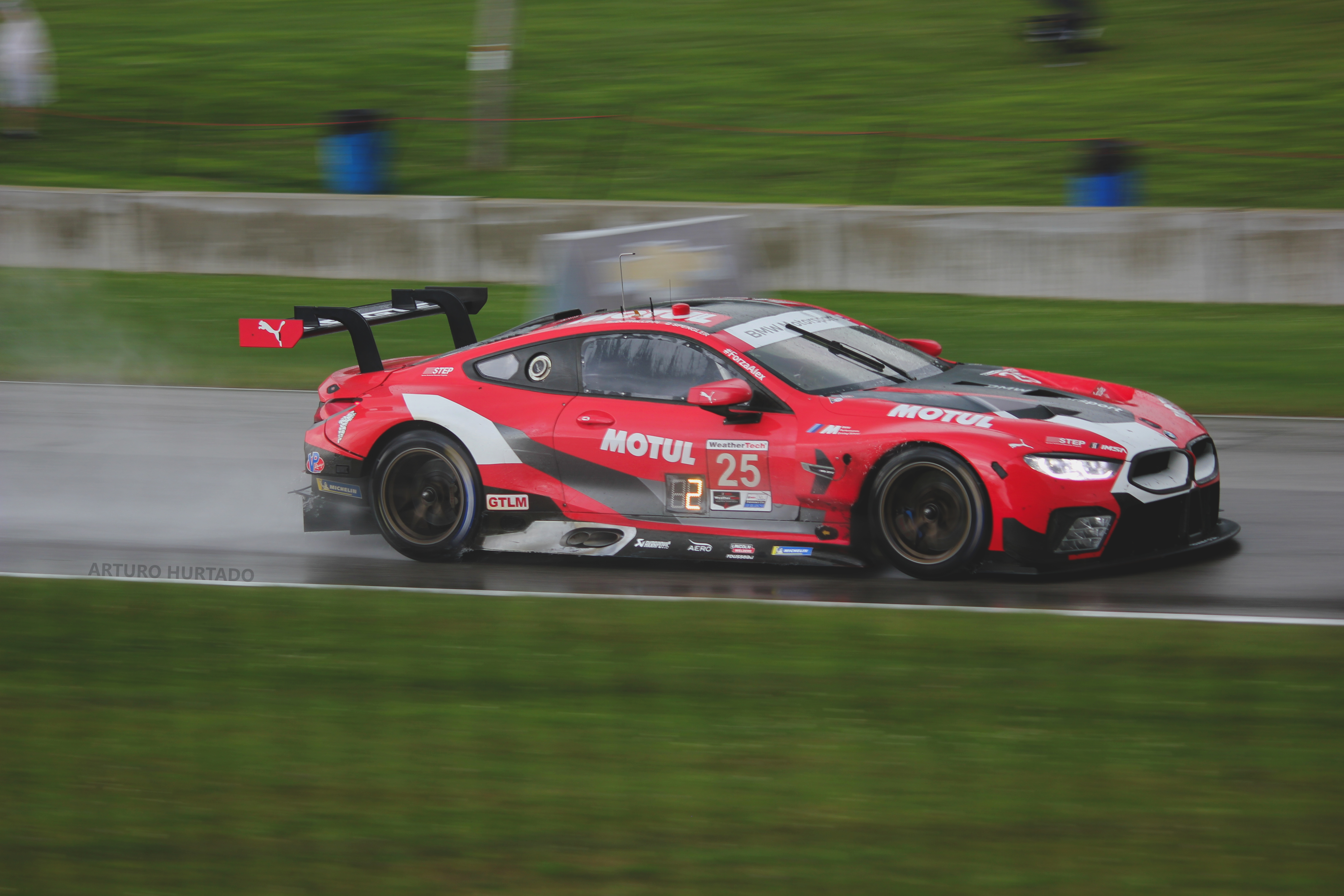

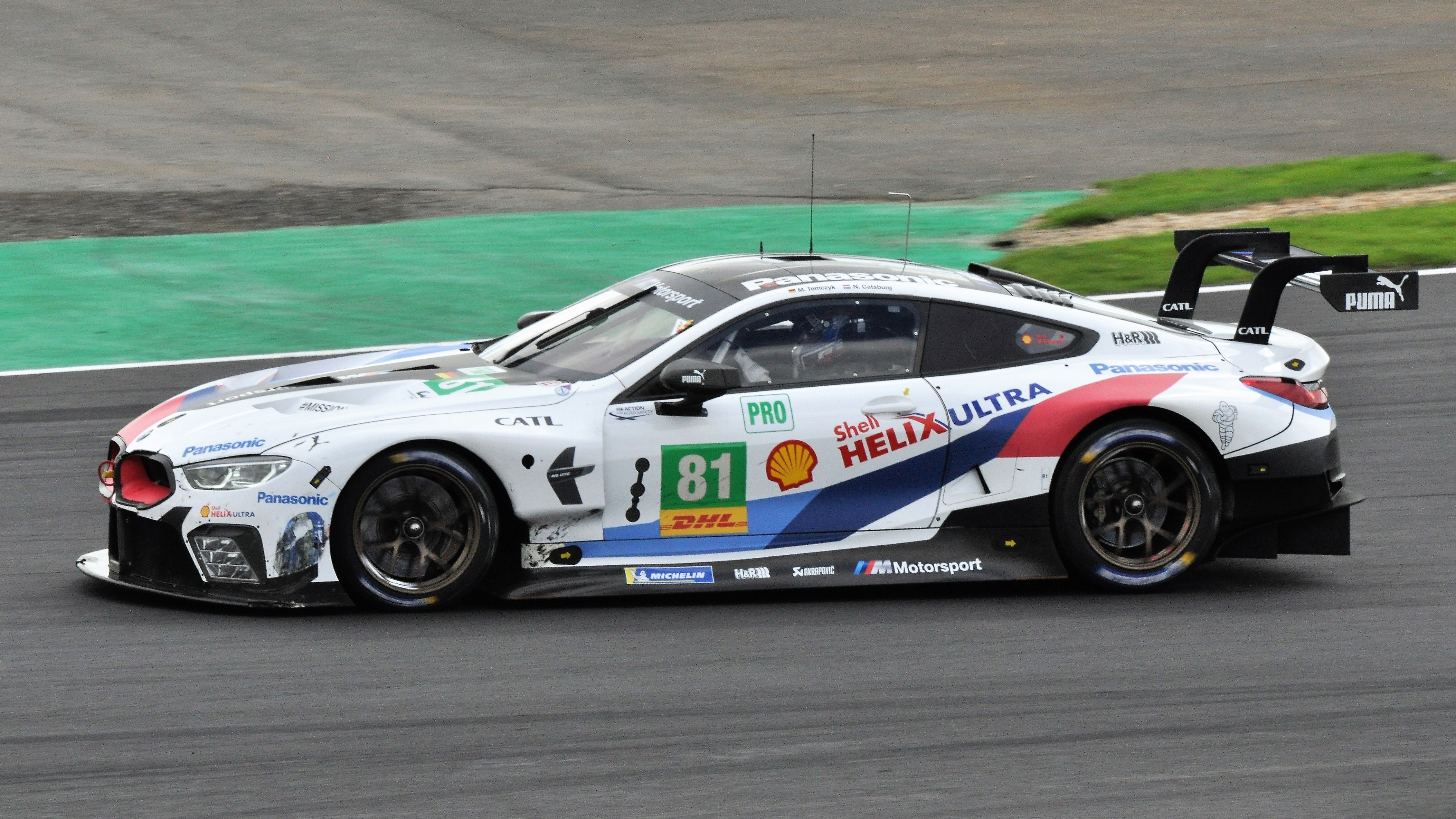

L'auto è stata presentata il 12 settembre 2017 al Salone dell'automobile di Francoforte, in Germania. La presentazione è avvenuta quindi prima della BMW M8 stradale, che sarebbe arrivata sul mercato quasi due anni dopo, nel luglio del 2019, e un anno prima della Serie 8 in generale.

## Sviluppo
La BMW iniziò lo sviluppo, la progettazione e la costruzione a metà 2016. Il primo telaio è stato assemblato nel giugno del 2017, il primo esemplare è stato invece completato nel mese di luglio: il 21 dello stesso mese cominciano i test in pista.

### Telaio
La scocca della M8 GTE, più ancora di quanto non sarebbe stato fatto con le versioni stradali, viene realizzata facendo un uso massiccio di plastica rinforzata con fibra di carbonio (CFRP). La massa totale a vuoto della vettura è di 1.220 kg, circa 5 quintali in meno rispetto alla più leggera delle Serie 8 che verranno lanciate in seguito. Le sospensioni sono a quadrilatero alto su entrambi gli assi, con ammortizzatori regolabili a quattro vie e con barre antirollio a loro volta regolabili.

### Motore e trasmissione
Il propulsore della M8 GTE deriva dall'unità S63 utilizzata per la produzione di vetture stradali BMW ad alte prestazioni e nella sua veste agonistica viene indicato con la sigla P63/1: si tratta di un motore V8 con testate e basamento in lega leggera realizzate nella fonderia BMW di Landshut. Sono presenti comunque alcuni componenti in ghisa prese direttamente dal motore stradale. Rispetto a quest'ultimo la cilindrata viene ridotta da 4395 a 3981 cm3 (alesaggio e corsa pari a 89 x 80 mm), mentre la sovralimentazione mantiene la sua configurazione a doppio turbocompressore twin scroll, ma con turbocompressori riprogettati, così come anche i collettori di aspirazione e di scarico. La potenza massima erogabile da questo motore è compresa fra 500 e 600 CV a seconda dei regolamenti. Il cambio sequenziale a 6 rapporti indirizza la coppia motrice al retrotreno attraverso un albero di trasmissione realizzato anch'esso in CFRP ed un differenziale a slittamento limitato.

## Attività sportiva
Il debutto della M8 GTE avvenne alla fine di gennaio del 2018 alla 24 Ore di Daytona, dove la vettura pilotata a turno da Krohn, Edwards, Catsburg e Farfus concluse al settimo posto nella categoria GTLM. La seconda apparizione della M8 GTE si ebbe invece a marzo in occasione della 12 Ore di Sebring, dove la vettura pilotata da Alexander Sims si piazzò al secondo posto, sempre in categoria GTLM. A maggio si ha invece il debutto della M8 GTE nel WEC. Palcoscenico di questo debutto fu la 6 Ore di Spa-Francorchamps, dove la vettura dell'equipaggio Felix-Blomqvist giunse a quinto posto. Meno soddisfacente l'esperienza della 24 Ore di Le Mans, dove non ruscì ad andare oltre il dodicesimo posto.
La prima vittoria della M8 GTE si ebbe al Michelin GT Challenge tenutosi nel mese di agosto con l'equipaggio De Philippi/Sims; a tale vittoria se ne aggiunse una seconda, tre settimane dopo, a Laguna Seca. Dopo un secondo e un terzo posto ottenuti rispettivamente in Giappone e negli USA si chiude la stagione 2018 e si apre quella del 2019, con la nuova edizione della 24 Ore di Daytona e la vittoria in categoria GTLM della vettura numero 25, mentre la vettura numero 24, che vedeva fra i componenti dell'equipaggio anche Alex Zanardi, giunse al nono posto nella medesima categoria.
Dopo un altro secondo posto a Sebring ed un altro deludente risultato a Le Mans, la casa bavarese annunciò il suo addio al WEC, ma nel frattempo proseguì con il campionato IMSA, piazzandosi al quinto posto a Watkins Glen e al secondo posto a Laguna Seca.